# De legende van het fort Soeram
De legende van het fort Soeram (Georgisch: ამბავი სურამის ციხისა, Ambavi Soeramis tsichitsa) is een film uit 1986 van de Georgisch-Armeense regisseur Sergej Paradzjanov.

## Verhaal
De film is een hervertelling van een bekende Georgische legende, die werd opgetekend door de negentiende-eeuwse auteur Daniël Tsjonkadze.
Doermisjchan is een lijfeigene die door zijn meester is vrijgelaten. Hij moet nu de liefde kopen van zijn geliefde Vardo, zodat hij haar kan huwen. Hij verlaat zijn land en ontmoet de koopman Osman Agha, die als de lijfeigene Nodar Zalikasjvili werd geboren. Na de dood van zijn moeder vermoordde hij zijn wrede meester, ontvluchtte zijn land en bekeerde zich tot de islam om niet te worden vervolgd.
Doermisjchan begint te werken voor Osma Agha en trouwt met een andere vrouw. Zij schenkt hem een zoon. Ze noemen hem Zoerab. Intussen is Vardo waarzegster geworden. Osma Agha laat zijn handel over aan Doermisjchan en hij bekeert zich weer tot het christendom. In een droom wordt hij vermoord door een groep moslims, omdat hij afstand heeft gedaan van zijn geloof.
Zoerab groeit op en begint voor zijn vader te werken. Doermisjchan, die zich tot de islam heeft bekeerd, is een vreemdeling geworden voor zijn land en volk. Georgië wordt bedreigd door een mosliminvasie en de koning geeft het bevel om alle forten in het land te versterken. De muren van het fort Soeram blijven echter afbrokkelen. Doermisjchan keert terug naar moslimgebied. Gezanten van de koning komen naar de waarzegster Vardo en vragen haar het mysterie van het fort Soeram op te lossen. Vardo zegt dat een blauwogige jongeman van het platteland levend moet worden ingemetseld, zodat het fort zal blijven staan. Zoerab offert zichzelf op om zijn land en zijn geloof te redden.

## Rolverdeling
| Acteur              | Personage   |
| ------------------- | ----------- |
| Leila Alibegashvili | jonge Vardo |
| Zurab Kipshidze     | Durmishkhan |
| Dodo Abashidze      | Osman Agha  |
| Sofiko Chiaureli    | oude Vardo  |
| Levan Uchaneishvili | Zurab       |